# 聖馬特奧 (克薩爾特南戈省)
聖馬特奧（西班牙語：San Mateo），是危地馬拉的城鎮，位於該國西部，由克薩爾特南戈省負責管轄，面積20平方公里，海拔高度2,476米，2002年人口4,982，人口密度每平方公里249.1人。
14°52′00″N 91°35′00″W / 14.8667°N 91.5833°W